# Sainte-Marie-Cappel
 Sainte-Marie-Cappel  (en neerlandés Sint-Mariakappel) es una población y comuna francesa, en la región de Norte-Paso de Calais, departamento de Norte, en el distrito de Dunkerque y cantón de Cassel.

## Demografía
| 386 | 356 | 314 | 486 | 591 | 688 |
| Para los censos de 1962 a 1999 la población legal corresponde a la población sin duplicidades (Fuente: INSEE [Consultar]) |     |     |     |     |     |